# Joseph Germain Galinier
Pour les articles homonymes, voir Galinier.
Joseph Germain Galinier (La Devèze, Belpech, 27 novembre 1814 - Versailles, 18 mai 1888) est un explorateur français.

## Biographie
Il fait ses études à l'École militaire de Saint-Cyr (1832) et est nommé sous-lieutenant en 1835.
Lieutenant au corps royal d'état-major (1839), il voyage avec Pierre Victor Adolphe Ferret en Abyssinie de 1839 à 1843, parcourt le Tigré, l'Amhara et les côtes de l'Arabie et dresse une cartographie détaillée de l'Éthiopie.
En 1851, il dirige des travaux de géodésie en Algérie et est nommé en 1853 commandant de Laghouat. Chef d'escadron (1854), lieutenant-colonel (1857), il revient en France et devient chef d'état-major de la 21e division militaire.
Aide de camp du maréchal Randon (7 avril 1859), il participe aux opérations de délimitation des frontières de France et de Savoie (1860). Colonel (1862), chef d'état-major de la 1re division d'infanterie puis de la 2e division d'infanterie du 1er corps à Paris (24 août 1863), il devient secrétaire du comité de cavalerie le 16 novembre 1864.
Chef d'état-major de la division de cavalerie de la Garde impériale (31 août 1865), il participe à la guerre de 1870 à Metz et, fait prisonnier, est envoyé en Allemagne.
De retour en France à la signature de la paix, il est nommé général de brigade (20 mai 1871) et est attaché à l'état-major du gouverneur de Paris avant d'être promu sous-chef d'état-major de l'armée de Versailles (2 juin 1873).
Réserviste (1876), il prend sa retraite en 1878.
Mort à Versailles, il est inhumé dans son hameau natal de La Devèze, commune de Belpech. La tombe a disparu mais, dans les années 2010, il restait dans le cimetière une ancienne plaque délabrée portant son nom en grande partie effacé ainsi qu'une photographie.

## Œuvre
- Voyage en Abyssinie dans les provinces du Tigré, du Samen et de l'Amhara, avec Ferret, 1847

## Distinctions
- Commandeur de la Légion d'honneur, 1861
- Officier de l'ordre royal des Saints-Maurice-et-Lazare (Sardaigne)
- Chevalier de l'Ordre militaire de Savoie
- Officier de l'Ordre de Nichan Iftikar de Tunisie
- 2e classe de l'Ordre de Saint-Anne (Russie)
- 2e classe de l'Ordre de la Couronne de Fer (Autriche)